# 阿比維爾縣 (南卡羅萊納州)
阿布维尔县（英語：Abbeville County）是美国南卡罗来纳州西部的一個縣，西鄰喬治亞州，面積1,324平方公里。根據2020年美國人口普查，共有人口24,295人。縣治阿布維爾（Abbeville）。該縣成立於1785年，縣名紀念法国的同名城市。